# (9508) Titurel
(9508) Titurel est un astéroïde de la ceinture principale.

## Description
(9508) Titurel est un astéroïde de la ceinture principale. Il fut découvert le 16 octobre 1977 à l'Observatoire Palomar par Cornelis Johannes van Houten, Ingrid van Houten-Groeneveld et Tom Gehrels. Il présente une orbite caractérisée par un demi-grand axe de 2,32 UA, une excentricité de 0,05 et une inclinaison de 4,7° par rapport à l'écliptique.
L'astéroïde est nommé en référence à Titurel, ancien roi du Graal et père d'Amfortas dans l'opéra de Richard Wagner Parsifal.

## Compléments